# Hungría en los Juegos Olímpicos de Tokio 2020
Hungría estuvo representada en los Juegos Olímpicos de Tokio 2020 por un total de 156 deportistas que compitieron en 22 deportes. Responsable del equipo olímpico fue el Comité Olímpico Húngaro, así como las federaciones deportivas nacionales de cada deporte con participación.
Los portadores de la bandera en la ceremonia de apertura fueron el nadador László Cseh y la esgrimidora Aida Mohamed.

## Medallistas
El equipo olímpico de Hungría obtuvo las siguientes medallas:
| Nombre                                                  | Deporte            | Competición         |
| ------------------------------------------------------- | ------------------ | ------------------- |
| Oro                                                     |                    |                     |
| Áron Szilágyi                                           | Esgrima            | Sable individual M  |
| Tamás Lőrincz                                           | Lucha grecorromana | 77 kg M             |
| Kristóf Milák                                           | Natación           | 200 m mariposa M    |
| Sándor Tótka                                            | Piragüismo         | K1 200 m M          |
| Bálint Kopasz                                           | Piragüismo         | K1 1000 m M         |
| Danuta Kozák Tamara Csipes Anna Kárász Dóra Bodonyi     | Piragüismo         | K4 500 m F          |
| Plata                                                   |                    |                     |
| Gergely Siklósi                                         | Esgrima            | Espada individual M |
| Viktor Lőrincz                                          | Lucha grecorromana | 87 kg M             |
| Ádám Varga                                              | Piragüismo         | K1 1000 m M         |
| Tamara Csipes                                           | Piragüismo         | K1 500 m F          |
| Kristóf Milák                                           | Natación           | 100 m mariposa M    |
| Kristóf Rasovszky                                       | Natación           | 10 km M             |
| Zsombor Berecz                                          | Vela               | Finn M              |
| Bronce                                                  |                    |                     |
| Tamás Decsi Csanád Gémesi András Szatmári Áron Szilágyi | Esgrima            | Sable por equipo M  |
| Krisztián Tóth                                          | Judo               | –90 kg M            |
| Gábor Hárspataki                                        | Karate             | 75 kg M             |
| Sarolta Kovács                                          | Pentatlón moderno  | Individual F        |
| Danuta Kozák Dóra Bodonyi                               | Piragüismo         | K2 500 m F          |
| Equipo                                                  | Waterpolo          | Torneo M            |
| Equipo                                                  | Waterpolo          | Torneo F            |